# Pfaffenreith
Pfaffenreith ist eine Ortschaft und eine Katastralgemeinde der Stadtgemeinde Geras im Bezirk Horn im niederösterreichischen Waldviertel mit 22 Einwohnern (Stand 1. Jänner 2024). Bis Ende 1965 war Pfaffenreith eine eigenständige Gemeinde.

## Geografie
Das südwestlich von Geras liegende Dorf entwässert in den durch den Ort fließenden Piegerbach und ist über die Landesstraße L1190 erreichbar. Zur Ortschaft zählt auch die Lage Campingplatz-Waldbad-Geras beim Edlerseeteich, nicht aber der Naturpark Geras. Am 1. April 2020 umfasste die Ortschaft 22 Adressen.

## Geschichte
Das Dorf wird erstmals 1240 im zweiten Stiftsbrief urkundlich genannt. Die Bewohner waren gut bestiftete Waldbauern, die laut Schweickhardt die Korn, Hafer, Erdäpfel und Rüben anbauten; die Viehwirtschaft war nicht unbedeutend, erfolgte aber ohne Stallfütterung; auch eine Mühle wurde erwähnt.
Im Jahr 1822 wurde der Ort als Dorf mit elf Häusern genannt, das nach Geras eingepfarrt war, wohin auch die Kinder eingeschult wurden. Die Herrschaft Geras besaß die Ortsobrigkeit, besorgte die Konskription und hatte die Grundherrschaft inne. Die Landgerichtsbarkeit wurde von der Herrschaft Drosendorf ausgeübt.
Laut Adressbuch von Österreich waren im Jahr 1938 in Pfaffenreith ein Gastwirt, ein Schmied und mehrere Landwirte ansässig, zudem gab es außerhalb des Ortes eine Ziegelei.
Mit 1. Jänner 1966 wurden im Zuge der Niederösterreichischen Kommunalstrukturverbesserung die bis dahin selbständigen Gemeinden Fugnitz, Goggitsch, Kottaun, Pfaffenreith und Trautmannsdorf nach Geras  eingemeindet.